# Pelmolen

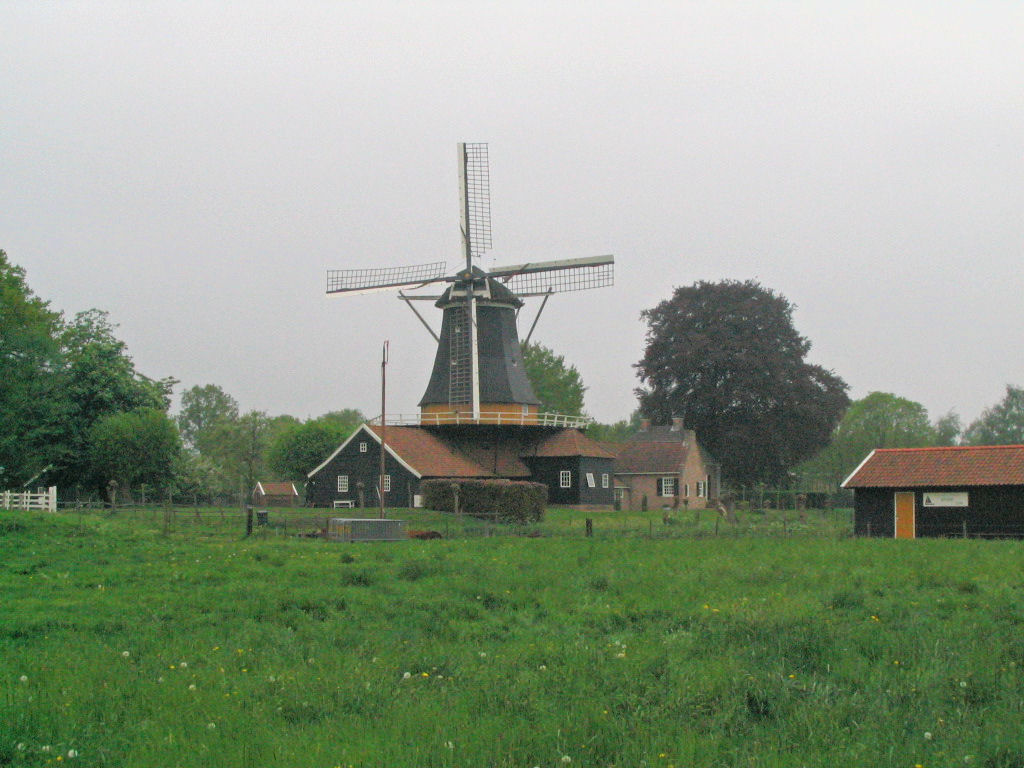
De Pelmolen in Rijssen

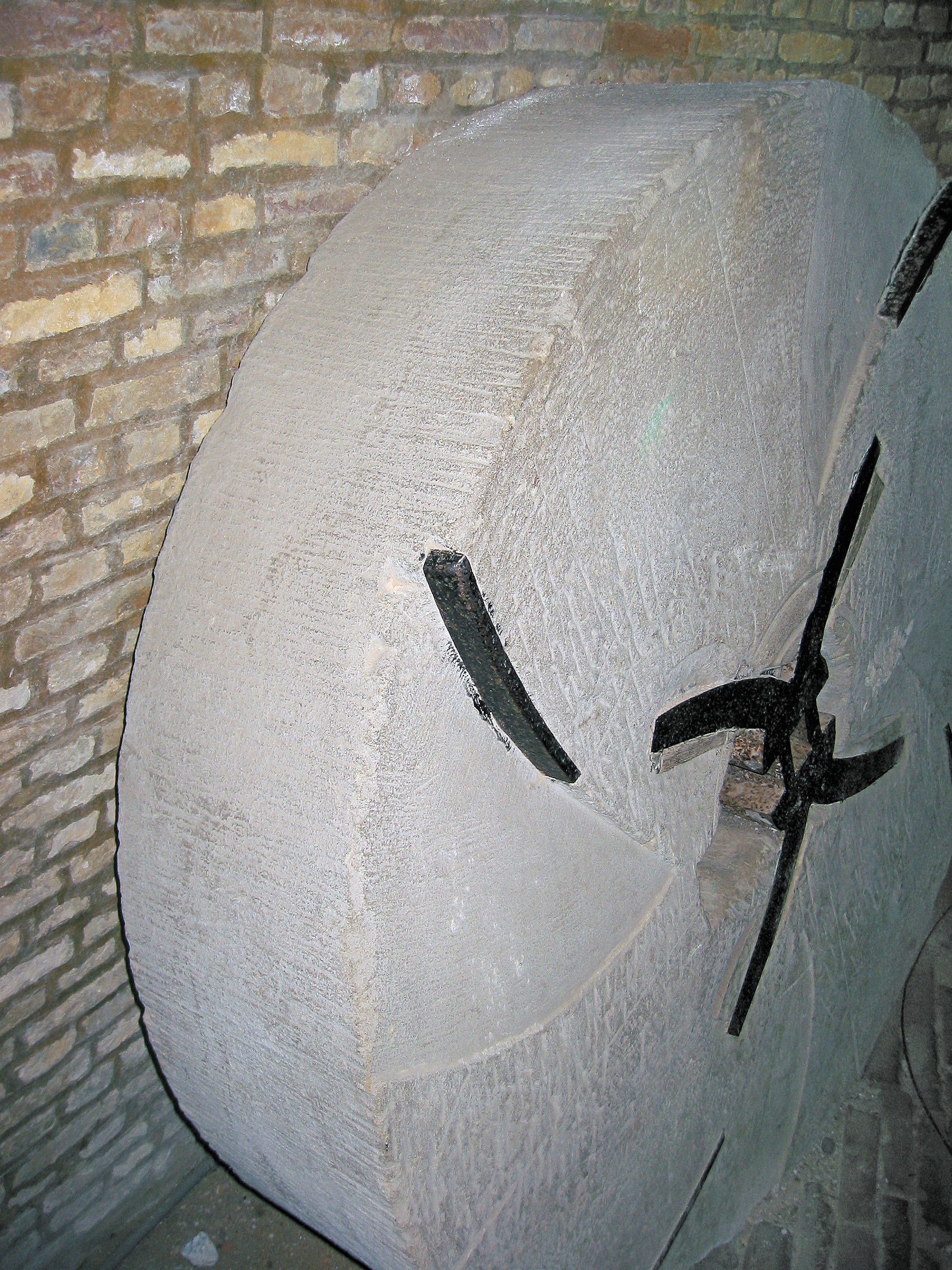
Pelsteen loper met viertaksrijn

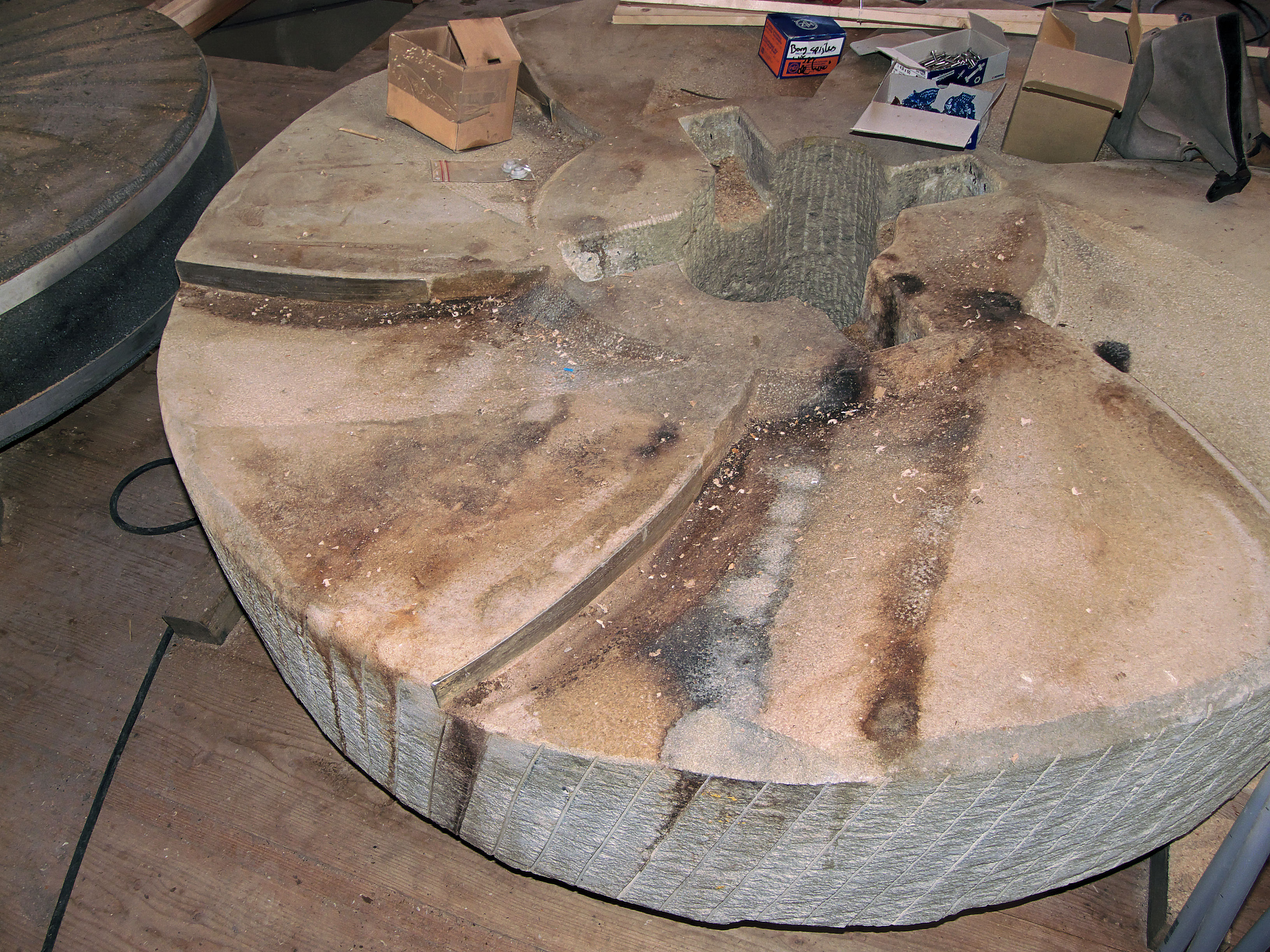
Pelsteen loper

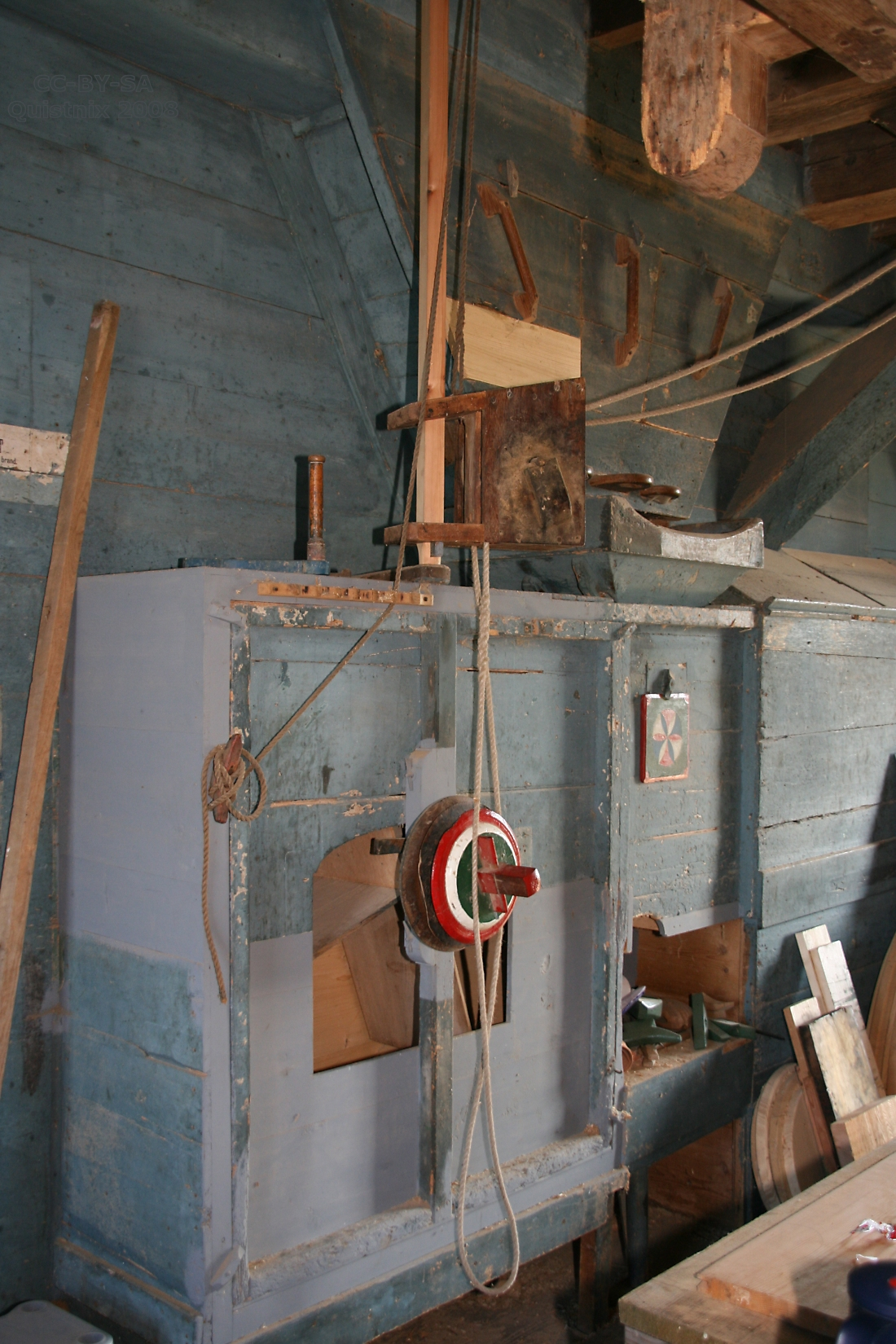
Waaierkast in Het Prinsenhof

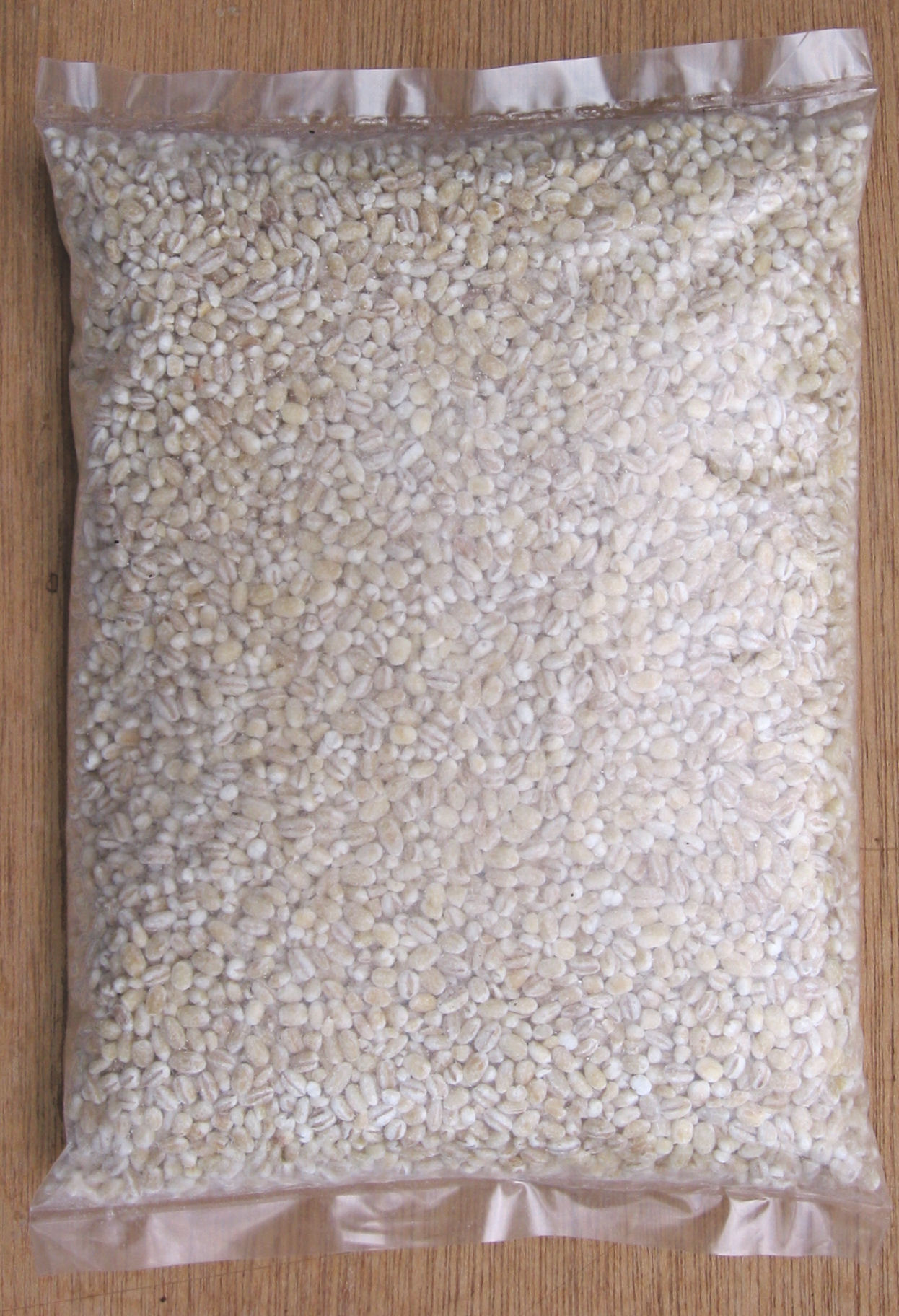
Parelgort

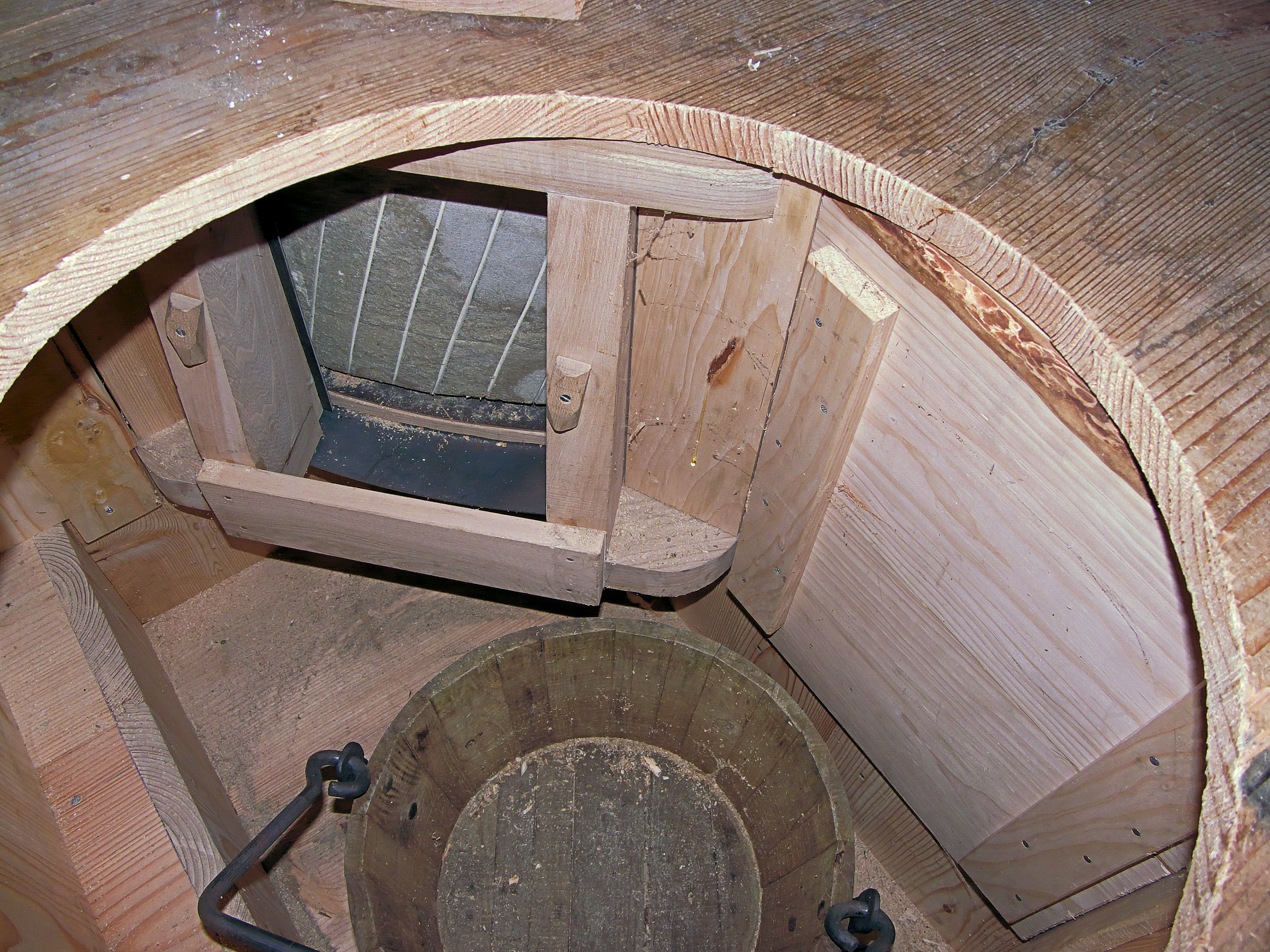
Aflaatschuif en schootemmer

Een pelmolen is een type molen waarin vroeger gerst tot gort (en later rijst) gepeld werd, om het kaf van de graankorrel te scheiden. Een pelmolen kan pas werken bij een windkracht van ten minste 6 Bft. De meeste pelmolens hebben naast pelstenen ook maalstenen, omdat er bij onvoldoende wind voor het pellen nog wel graan gemalen kan worden.
De eerste pelmolen werd in Nederland gebouwd in 1639. In 1708 stonden er aan De Zaan 35 gortpelmolens en rond 1750, de bloeitijd van de pelmolen, waren dat er 48. De wieken van een pelmolen hebben een diepe zeeg, omdat voor het pellen veel kracht nodig is. Er kan door de grote krachten ook makkelijk schade optreden. Daarom hebben molens die alleen pellen een bovenbonkelaar, omdat een gebroken kam makkelijker te vervangen is dan een gebroken staaf van een bovenrondsel. Deze kammen zijn vaak zeer groot, met een steek die soms rond de 17 cm ligt.

## Het pellen
Alhoewel de pelmolen ook molenstenen heeft en dikwijls met een korenmolen is gecombineerd, werkt het pelproces wel degelijk anders dan het maalproces. Bij een pelmolen liggen er op een tussenzolder direct onder de zogenaamde stellingzolder (daar waar de deuren naar de stelling of omloop van de molen zijn) twee gladde, zware zandstenen (pelsteen en ligger) die ruim 2000 kilo wegen. Ook komt het voor dat er maar één pelsteen is. Onder de pelsteen zit dan in plaats van de ligger een ijzeren plaat, zoals bij De Koe. Pelstenen draaien 160 keer per minuut rond, terwijl maalstenen maar 90 keer per minuut ronddraaien. Ook de overbrengingsverhouding van de bovenas naar de stenen is anders, namelijk 1 : 7 - 11 bij pelstenen en 1 : 5 - 7 bij maalstenen. Vanwege het hoge toerental is de schade bij een breuk groot. De kans hierop is ook groter omdat er geen ijzeren band om de pelsteen gezet kan worden. Het pellen gebeurt namelijk op de zijkant van de steen. Ter bescherming liggen pelstenen dan ook verzonken in de vloer.
In tegenstelling tot maalstenen, waartussen graan gemalen wordt, wordt de gerst gepeld met de zijkant van de stenen, die hiervoor op de zijkant geribbeld zijn. Na slijtage worden met een rauwijzer nieuwe ribbels schuin omhoog in de zijkant gehakt.
De gerst wordt boven op de bovenste pelsteen, de loper, gestort en de korrels worden door de draaiende steen naar het pelblik geslingerd.
De loper draait 1,5 tot 2 cm boven de ligger, waardoor er een luchtstroom wordt opgewekt richting pelblik. Dit pelblik staat op 1 tot 1,5 centimeter van de pelstenen af. Het koppel pelstenen wekt door de zoggaten of waaikerven in de loper een soort zog op waardoor de gerstkorrels keer op keer tegen het pelblik aan worden geslingerd. Dit blik is voorzien van spijkergaatjes met puntjes en door die puntjes wordt het harde vliesje van de gerstkorrel afgepeld (afgeraspt).
Per keer mag niet langer dan vier minuten gepeld worden, omdat anders de korrels te warm worden. Door de aflaatschuif op te halen vallen de gepelde korrels in de schootemmer. Als de gerst over de voorloper (het eerste koppel pelstenen) is heen geweest gaat het over het tweede koppel pelstenen, de naloper. De gerst gaat daarna weer over de voorloper en vervolgens nog een keer over de naloper. Na deze pelbehandeling van de gerst, die inmiddels gort geworden is, wordt het gezeefd in de zifterij en vervolgens verder geschoond en gesorteerd in de waaierij. De gort wordt opgevangen in een zak en is klaar voor de verkoop. De gort kan ook nog rondgeslepen worden tot parelgort door ze nog een keer over de voor- en naloper te laten gaan.
Er zijn pelmolens waarbij de loper met een lichtboom gelicht wordt. Veel Groninger pelmolens hebben geen lichtboom en kan de loper dus niet gelicht worden.

## Pelmolens in Nederland
De pelmolens zijn in de Zaanstreek in zwang gekomen en waren ook in groten getale aanwezig in het noorden van het land, met name in de provincie Groningen. In de Zaanstreek is slechts een complete pelmolen overgebleven, Het Prinsenhof in Westzaan. Het Twentse Rijssen bezit een voor Nederland unieke combinatie van de functie olie- en pelmolen, de Pelmolen Ter Horst. In Groningen zijn nog de meeste pelmolens te vinden, hier zonder uitzondering gecombineerd met maalstenen, men spreekt dus hier over een koren- én pelmolen. De molen van Den Andel, De Jonge Hendrik, heeft als laatste molen tot ongeveer 1985 gort gepeld. In Oldehove heeft de koren- en pelmolen 'De Leeuw' nog een tijd gepeld op windkracht. Sinds eind jaren negentig gebeurt dit echter elektrisch. Enkele pelmolens in de provincie pellen thans op vrijwillige basis. Koren- en pelmolen Windlust in Burum (Frl) pelt ook regelmatig op vrijwillige basis. 
In de rest van het land zijn her en der nog pelmolens te vinden, al rest er meestal niet meer dan enkele onderdelen van het pelwerk in een nog bestaande korenmolen.
De Mallumsche Molen nabij Eibergen is de enige koren- en pelmolen in Nederland op waterkracht. Vrijwilligers verzorgen elke zaterdag demonstraties.

## Pelmolens in Suriname
Nickerie telde in 1936 vijfentwintig rijstpelmolens. In 1949 was dat aantal verdubbeld.

## Fotogalerij

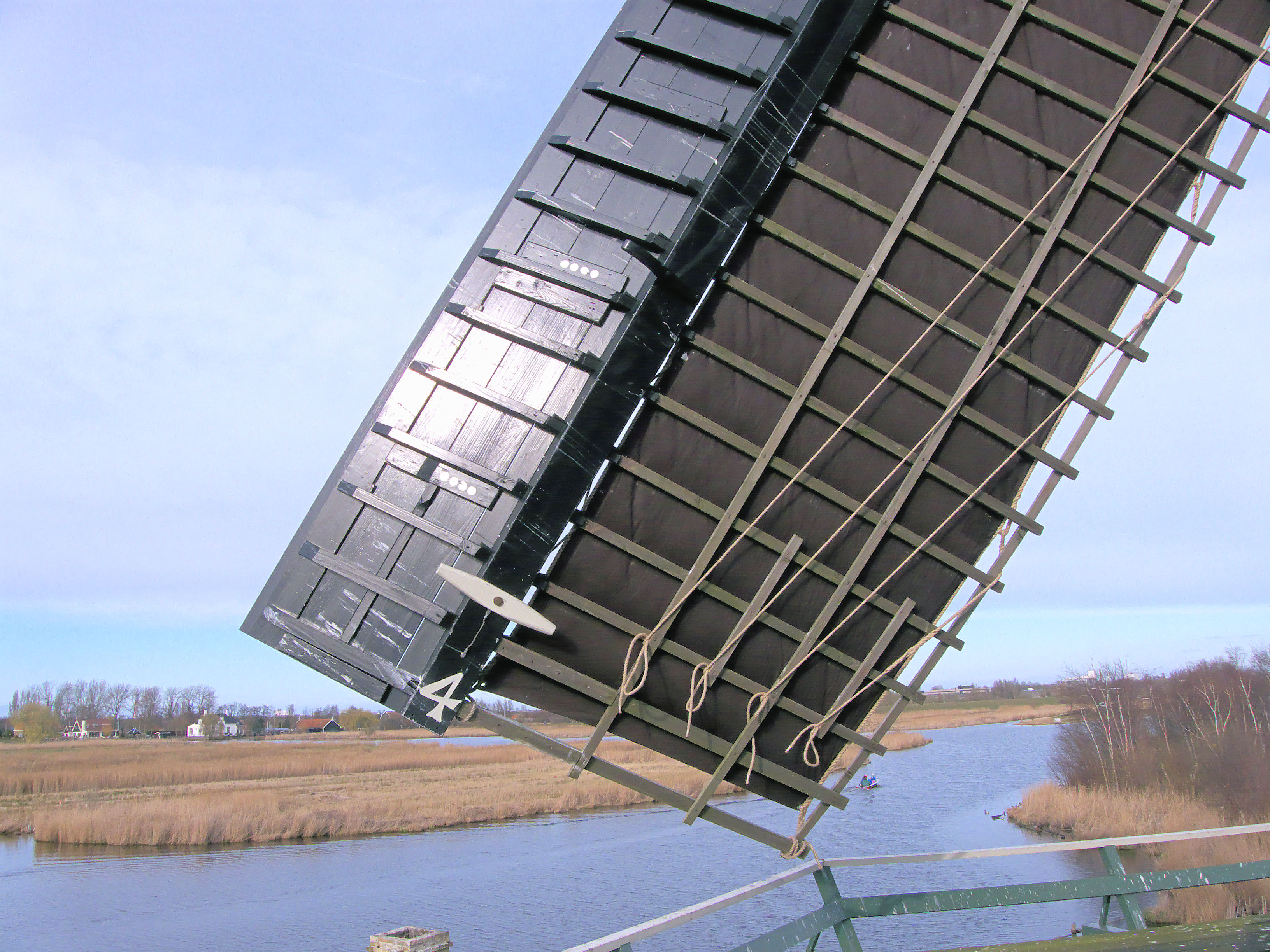
Brede wiek van pelmolen Het Prinsenhof
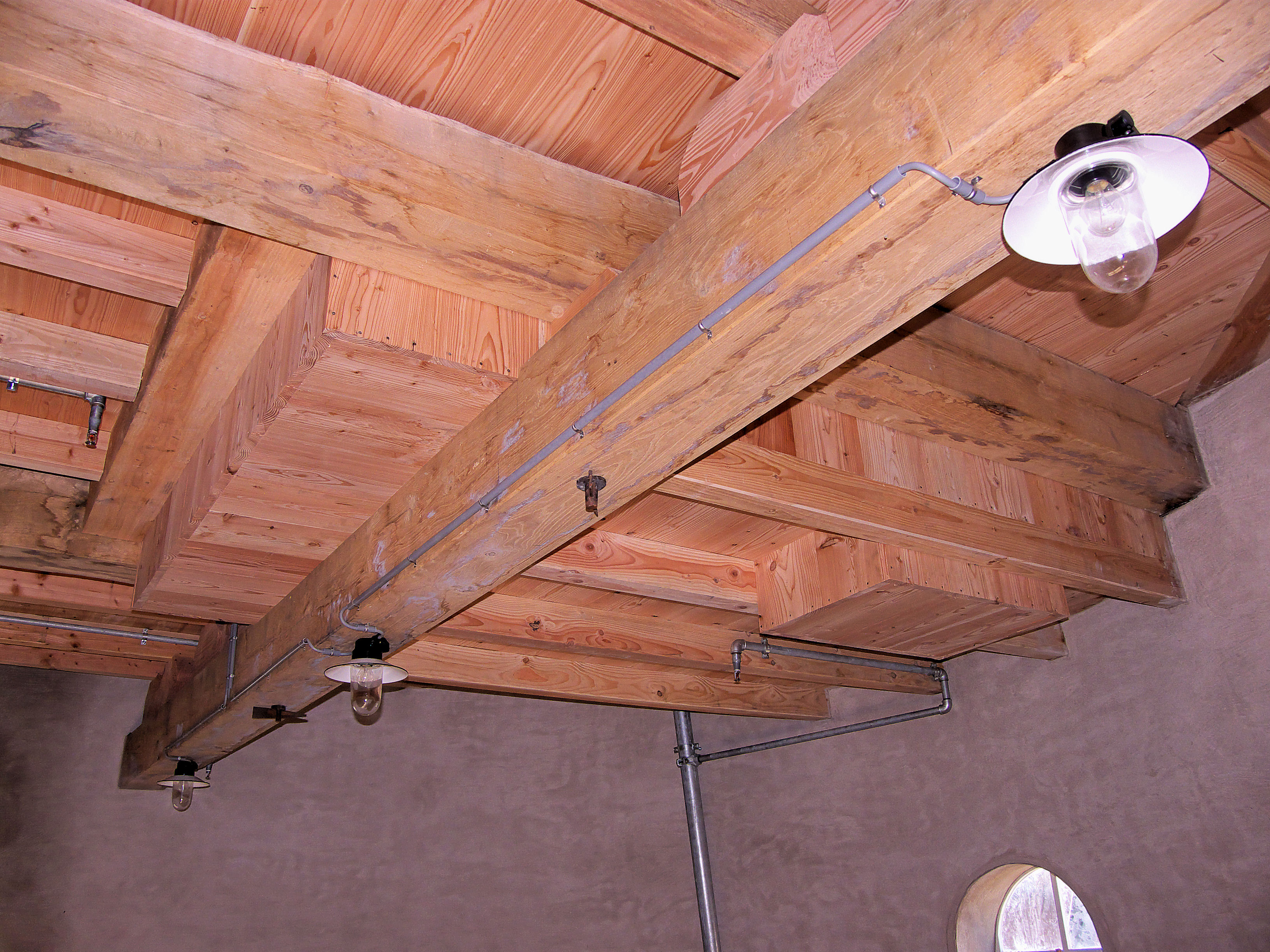
Tussenzolder met pelsteen van De Koe
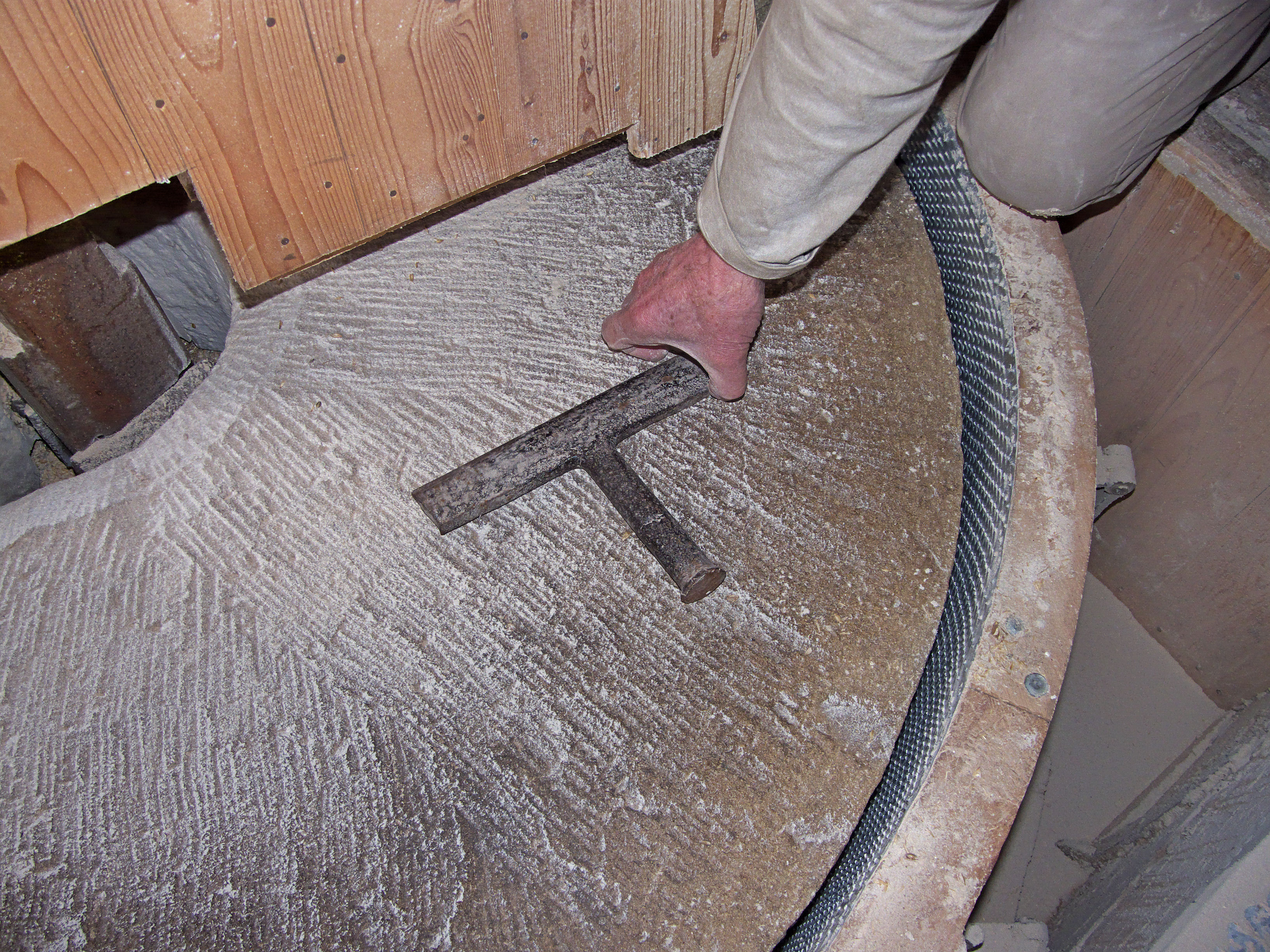
Rauwijzer of rauwbeitel
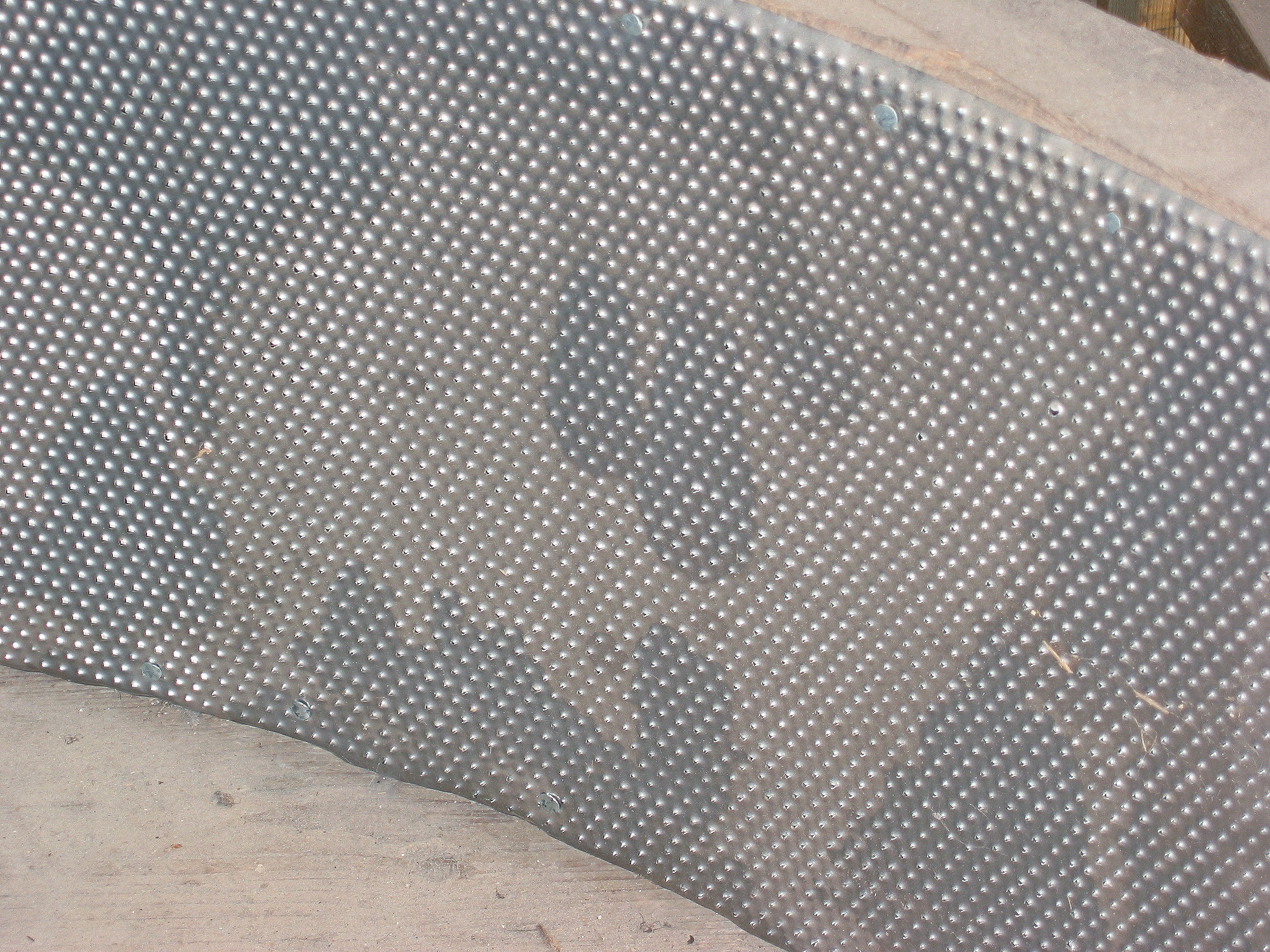
Pelblik met alle gaatjes dezelfde kant op. De dust wordt moeilijk afgevoerd.
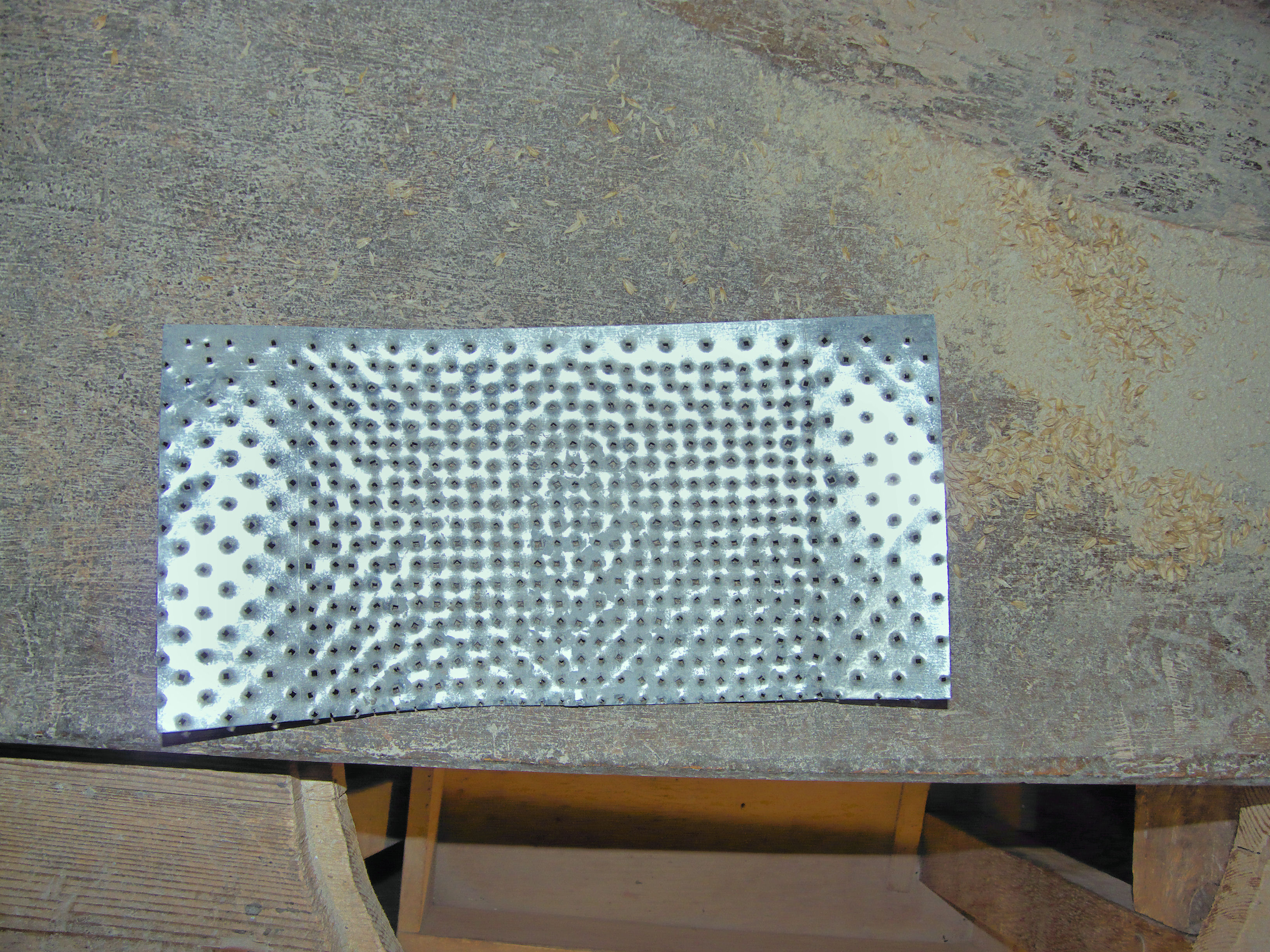
Pelblik met om en om gaatjes van binnen naar buiten en van buiten naar binnen. De dust wordt makkelijk afgevoerd.
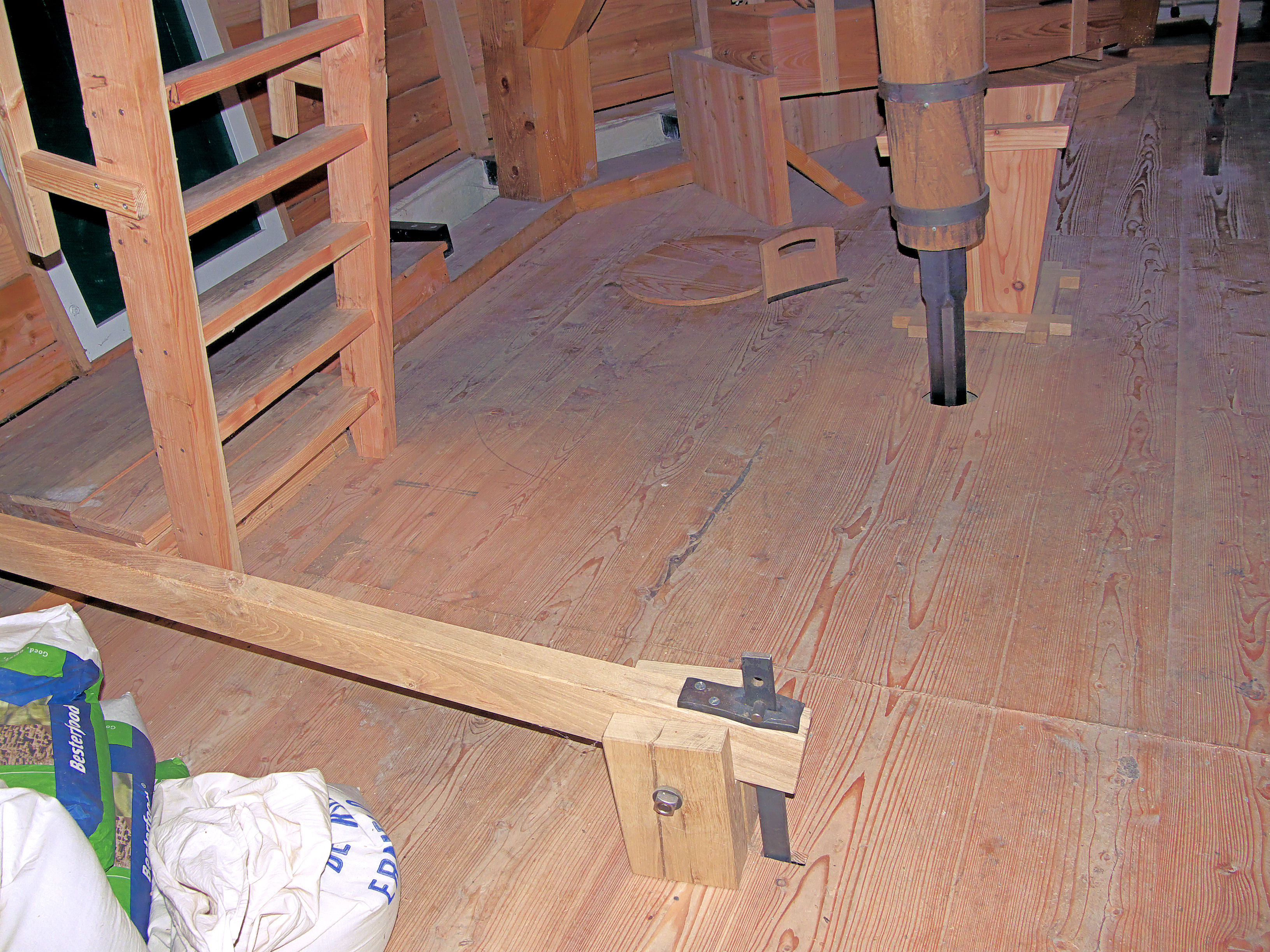
Lichtboom bij molen De Koe.